# スコット・ベアード
スコット・ベアード（英語: Scott Baird、1951年5月7日 - ）は、アメリカ合衆国ミネソタ州バミジー出身のカーリング選手。

## 経歴
1993年の世界カーリング選手権にスキップとして出場、銅メダルを獲得した。
2003年には世界シニアカーリング選手権で銀メダルを獲得した。
54歳となった2006年のトリノオリンピックにピート・フェンソンがスキップを務めるチームの控えとして出場、冬季オリンピックにおけるアメリカ代表史上最年長での出場を果たし、銅メダルを獲得した。トリノオリンピック開幕直前の2006年2月9日に、1924年シャモニーオリンピックの公開競技で3位以内に入った選手にもメダルを授与する方針が決定していたため、史上最年長メダリストにはならなかった。
2007年1月16日、アメリカオリンピック委員会が選ぶ2006年最優秀スポーツチームに選ばれている。
全米選手権で4回優勝している（1979年、1993年、1994年、2006年）。